# Chiesa della Madonna di sopra la Porta
La chiesa della Madonna di sopra la Porta è un edificio sacro che si trova in via Matteotti a Suvereto.

## Storia e descrizione
Venne edificata nel XVIII secolo per accogliere un dipinto raffigurante l'Immacolata Concezione, ora sull'altare, in origine collocato sulla Porta di sotto, non più esistente, poi passato nella cappella di Palazzo. L'immagine fu posta a ricordo della miracolosa apertura della Porta durante una violenta alluvione, che permise il defluire delle acque.
Sul portale principale è una lunetta a rilievo con il Redentore benedicente, contornato da cherubini, attribuito a Vittor Ghiberti. L'interno fu decorato ad affresco nel 1858 con immagini mariane.

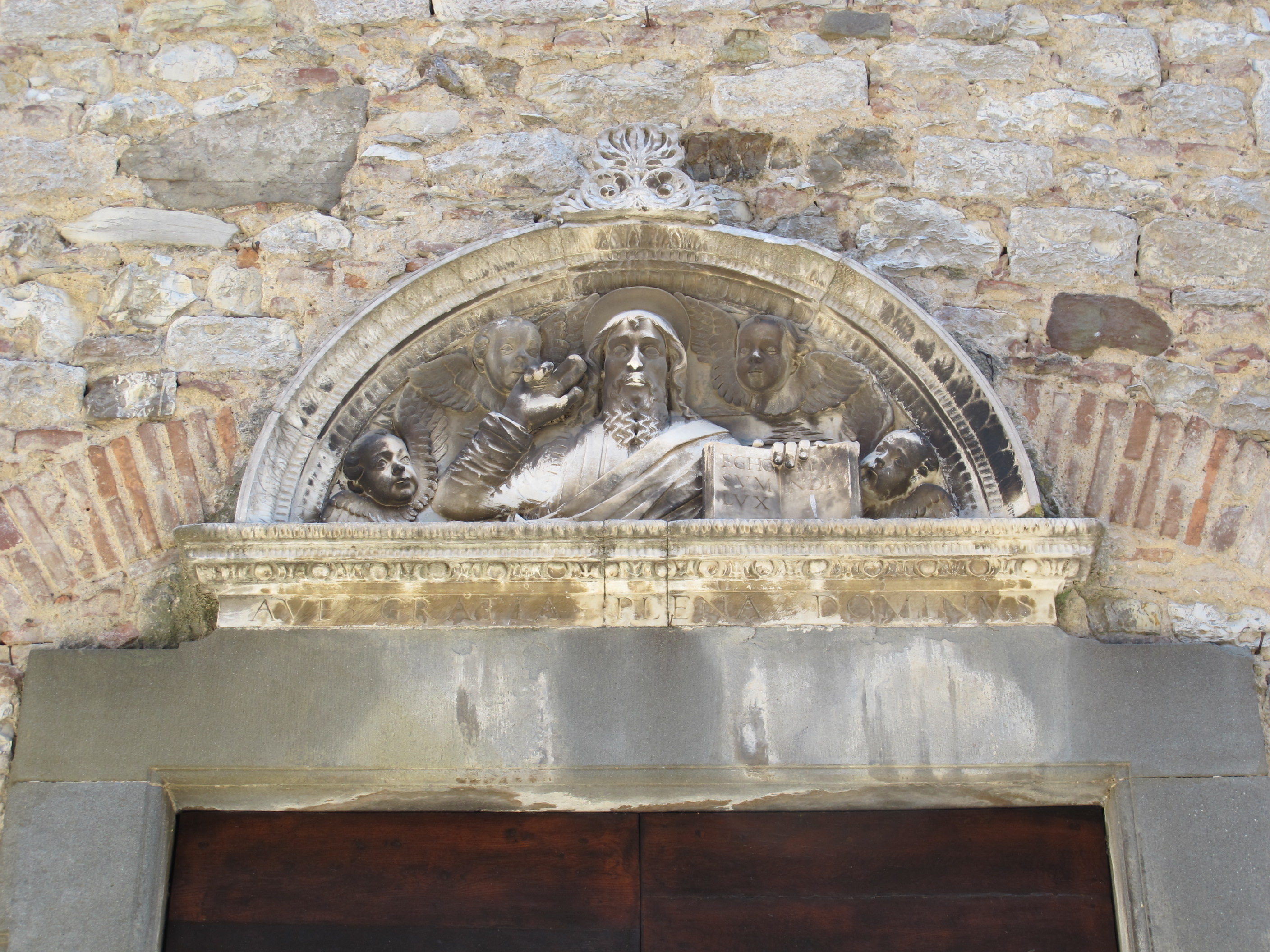
Lunetta del portale
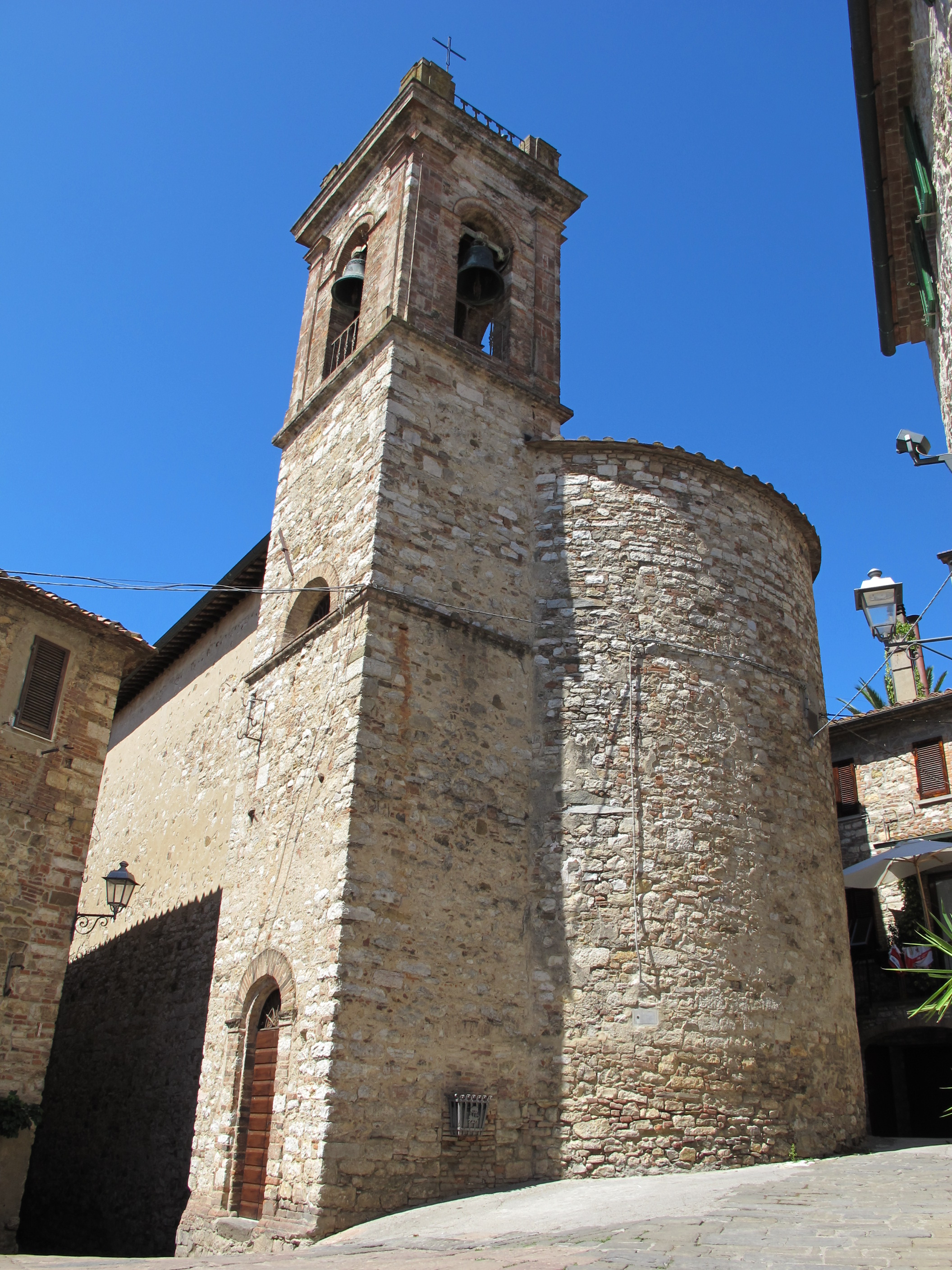
Abside e campanile
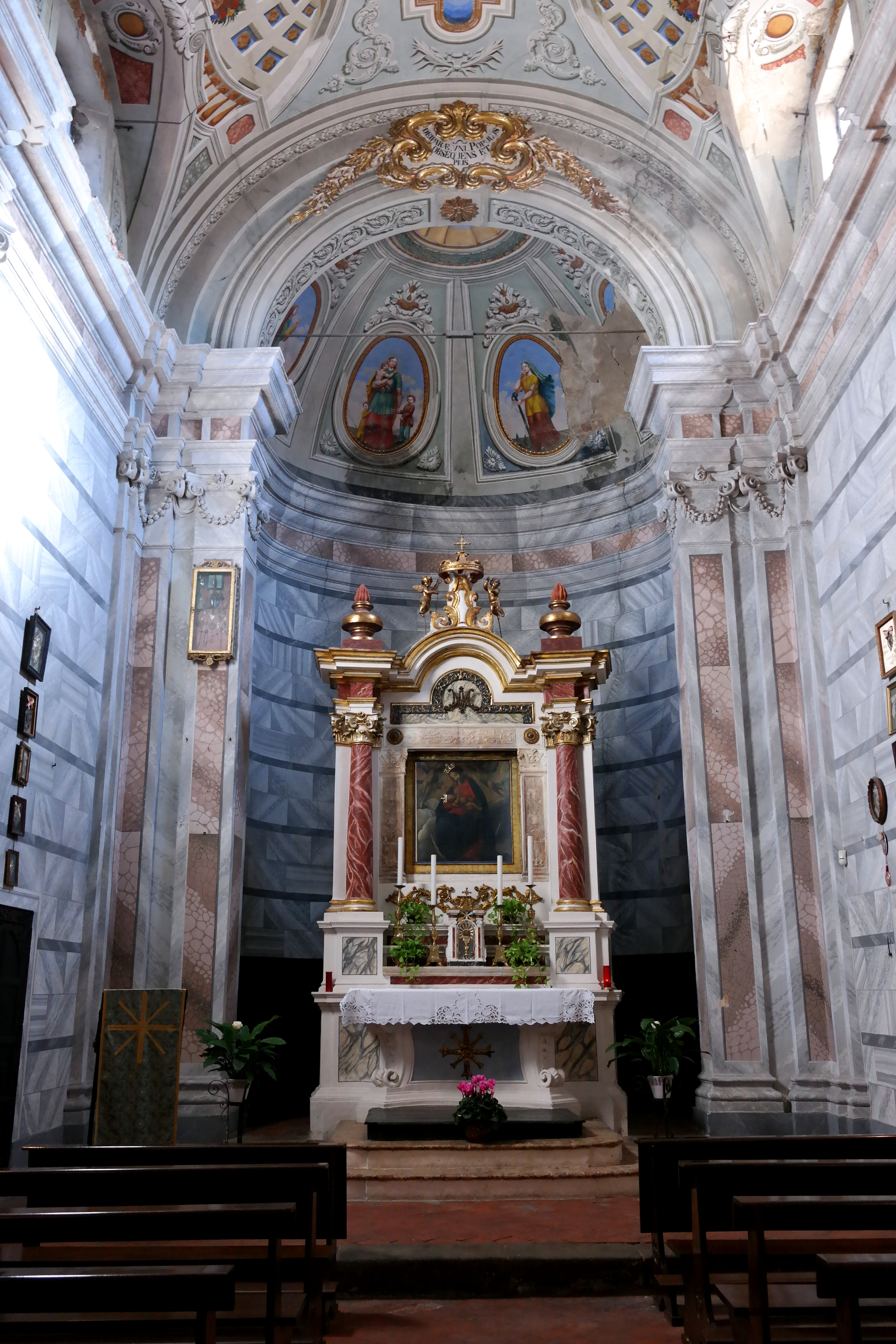
Interno
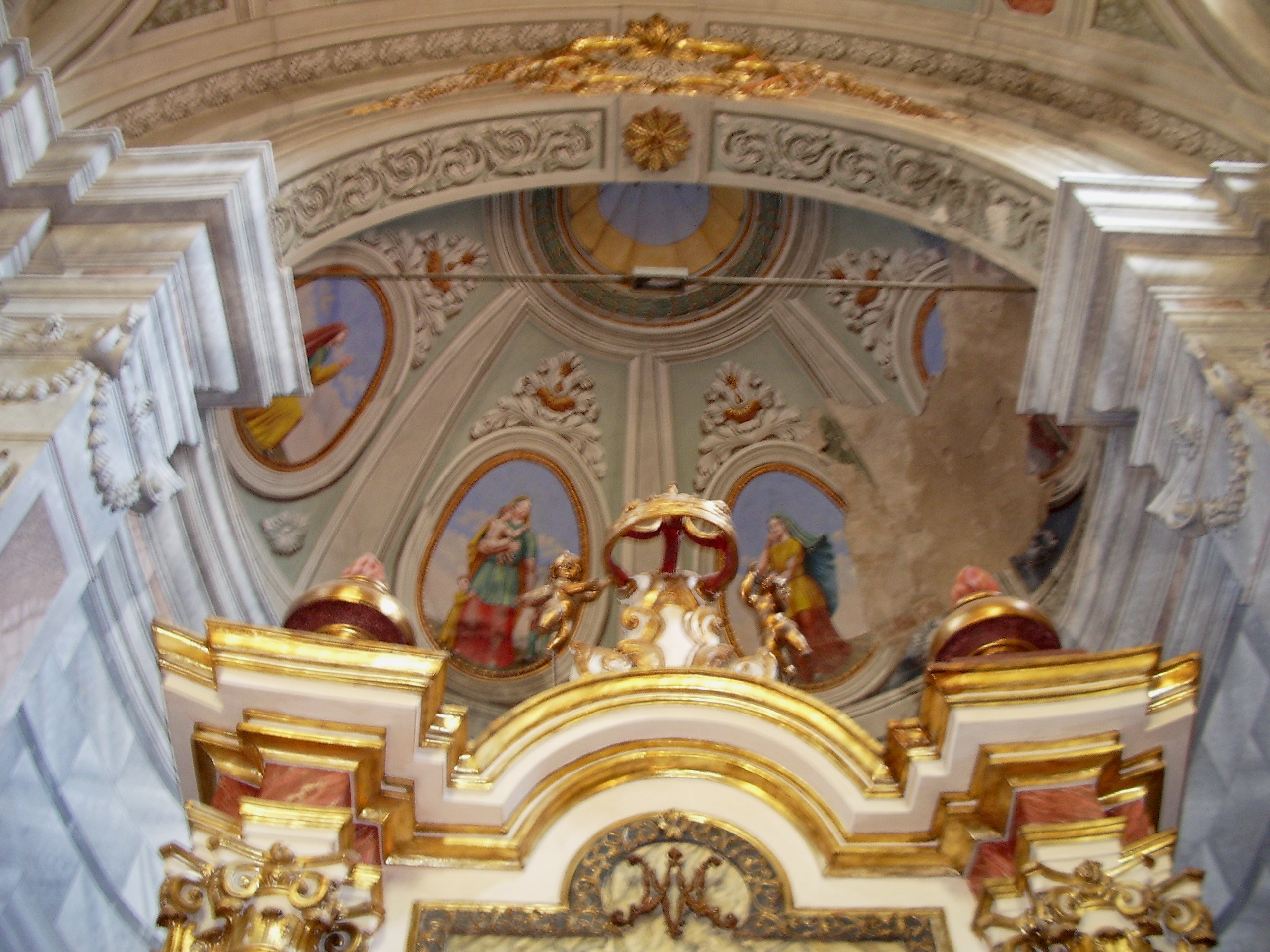
Interno